# Große Seen (Region)

Die Region der Großen Seen

Die Region der Großen Seen (engl. Great Lakes) umfasst den Großteil der kanadischen Provinz Ontario sowie acht US-Bundesstaaten, die an die Großen Seen grenzen. Zentraler Staat ist hierbei Michigan, der durch den gleichnamigen See in eine Nord- und Südhälfte getrennt wird und Anteile an vier der fünf Großen Seen hat. Zu den bedeutenden Häfen am Sankt-Lorenz-Seeweg gehören in der Region der Großen Seen Chicago, Detroit, Cleveland, Buffalo und Toronto.
Zu den Großen Seen gehören der Obere See (Lake Superior), der Huronsee (Lake Huron), der Michigansee (Lake Michigan), der Eriesee (Lake Erie) und der Ontariosee (Lake Ontario).
Der Titel "Große Seen" darf nicht darüber hinwegtäuschen, dass es in Kanada noch drei Seen gibt, die jeweils größer sind als der kleinste der Großen Seen, der Ontariosee: Das sind der Große Bärensee (31.153 km²), der Große Sklavensee (27.048 km²) und der Winnipegsee (24.420 km²).

## Anrainerstaaten

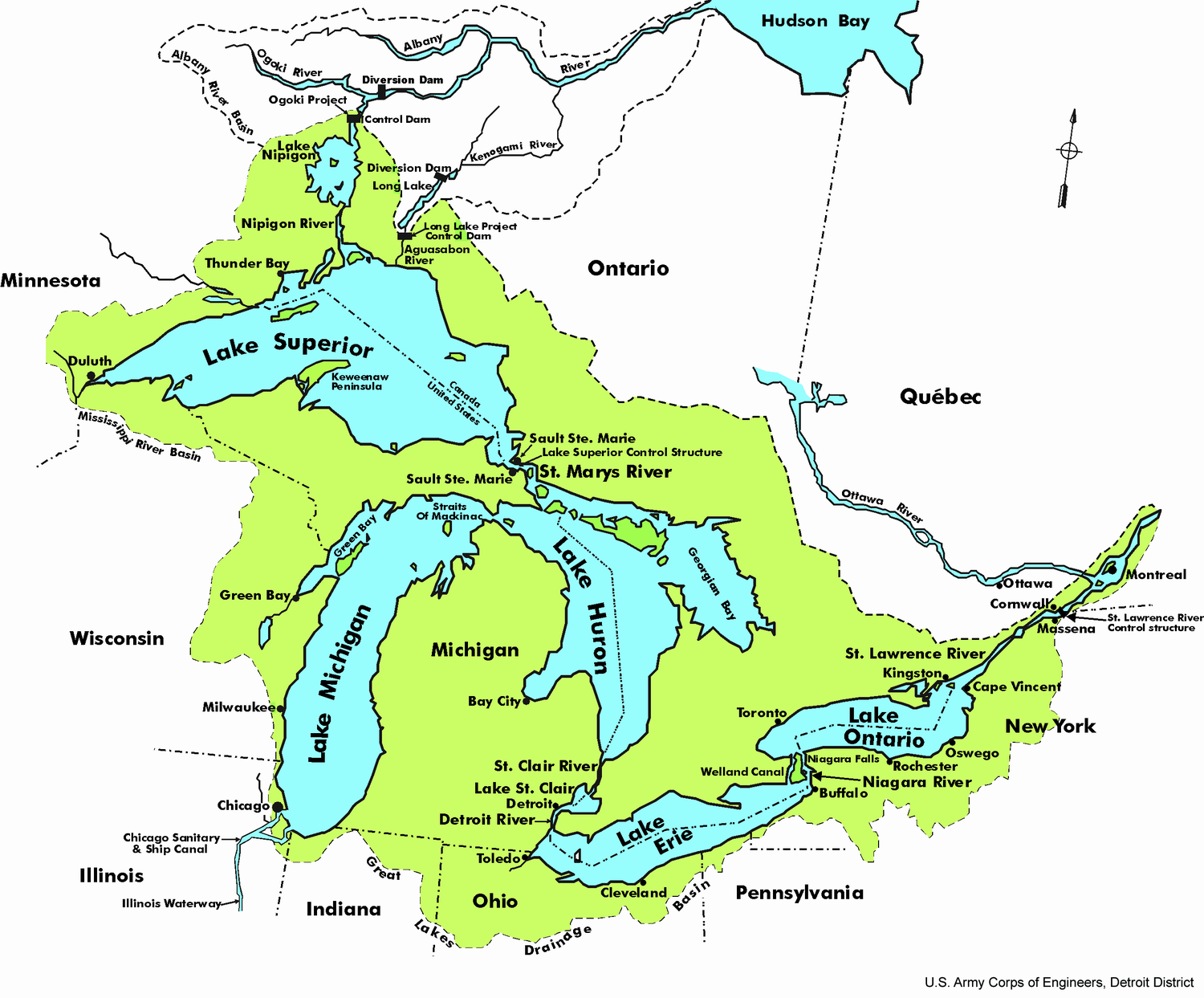
Karte der Großen Seen mit angrenzenden Staaten (grün: Einzugsgebiet)

- Minnesota: Westliche Grenze des Oberen Sees
- Wisconsin: Westufer des Michigansees sowie kleiner Anteil am Oberen See (Südwesten)
- Michigan: Anteile am Oberen See, sowie Michigan-, Huron- und Eriesee
- Illinois: Südwestufer des Michigansees und Chicago als bedeutender Seehafen
- Indiana: Südufer des Michigansees
- Ohio: Südlicher Anrainerstaat des Eriesees
- Pennsylvania: Grenzt an den Südosten des Eriesees
- New York: Östlicher Teil des Eriesees sowie Süd- und Ostufer des Ontariosees

- Ontario: Grenzt im Süden an den Oberen See, Huronsee, Eriesee und Ontariosee